# Bergen-Byron Swamp
Der Bergen-Byron Swamp (dt. Bergen-Byron-Sumpf) ist ein Naturschutzgebiet mit einer Fläche von 2000 acre (809 ha) Sumpf und Naturschutzgebiet liegen im Gebiet der Städte Byron und Bergen, New York.

## Geographie
Der Sumpf liegt in der Ebene südlich des Ontariosees auf ca. 175 m über dem Meer. Spring Creek, Bigelow Creek und Robins Brook bilden dort Zuflüsse des Black Creek, der nach Osten entwässert und seine Wasser mittels des Genesee River zum Ontariosee abführt.
Über den Sumpf erheben sich nur kleine Anhöhen, unter anderem Torpy Hill und Harris Hill, die sich nur etwa 25 m aus der Ebene erheben. Sie bilden langgestreckte Anhöhen und ziehen sich jeweils von Nordosten nach Südwesten.

## Geschichte
Der Sumpf ist älter als 10.000 Jahre. Die Bergen Swamp Preservation Society wurde 1935 gegründet um dieses wertvolle ökologische Gebiet zu erhalten. 1964 wurde der Sumpf zum ersten National Natural Landmark ernannt.

## Flora und Fauna
Der Sumpf beherbergt eine große Zahl seltener Tiere und Pflanzen, Hauptbaumarten des Gebiets sind Buchen und Weiß-Eschen und daneben gibt es eine große Anzahl Sumpfpflanzen: Black huckleberry (Gaylussacia baccata), Kardinals-Lobelie (Cardinal flower, Lobelia cardinalis), Zimtfarn (Cinnamon Fern, Osmundastrum cinnamomeum), Zahnlilien (Dog-tooth violets), Polygala paucifolia (Gay wings, Kreuzblümchen), Heckenkirschen (Honeysuckle, Lonicera), Arisaema triphyllum (Jack-in-the-pulpit, Aronstab), Sumpfdotterblume (Marsh marigold, Caltha palustris), Seidenpflanzen (Milkweeds, Asclepias), Rote Schlauchpflanze (Purple pitcher plant, Sarracenia purpurea).
Nennenswerte Tierarten:
Erdnatter (Black rat snake, Pantherophis obsoletus), Kohlenskink (Coal skink, Plestiodon anthracinus),  Massassauga (Eastern massasauga rattlesnake, Sistrurus catenatus), Smaragd-Schwalbenschwanz (Emerald swallowtail, Papilio palinurus), Green snake, Somatochlora hineana (Hine's emerald dragonfly),  Regina septemvittata (Queen snake), Rotsalamander (Red salamander, Pseudotriton ruber), Östliche Bändernatter (Ribbon snake, Thamnophis sauritus), Tropfenschildkröte (Spotted turtle, Clemmys guttata), Weißwedelhirsch (White-tailed deer, Odocoileus virginianus), Wolfsspinnen (Wolf spider, Lycosidae), Kanadaschnepfe (Woodcock, Scolopax minor), und andere. 

## Besichtigung
Besichtigungen sind nach Voranmeldung möglich.